# Atletismo nos Jogos Pan-Americanos de 1999 - Salto triplo feminino
A prova do salto triplo feminino nos Jogos Pan-Americanos de 1999 foi realizada em 28 de julho de 1999.

## Medalhistas
| Ouro                   | Prata                   | Bronze                     |
| Yamilé Aldama CUB Cuba | Suzette Lee JAM Jamaica | Magdelín Martínez CUB Cuba |

### Final
| Posição           | Nome               | Nacionalidade         | Marca | Notas |
| ----------------- | ------------------ | --------------------- | ----- | ----- |
| Medalha de ouro   | Yamilé Aldama      | CUB Cuba              | 14.77 | PR    |
| Medalha de prata  | Suzette Lee        | JAM Jamaica           | 14.09 |       |
| Medalha de bronze | Magdelín Martínez  | CUB Cuba              | 13.98 |       |
| 4                 | Stacey Bowers      | USA Estados Unidos    | 13.97 |       |
| 5                 | Tiombe Hurd        | USA Estados Unidos    | 13.69 |       |
| 6                 | Mónica Falcioni    | URU Uruguai           | 13.50 |       |
| 7                 | Andrea Ávila       | ARG Argentina         | 13.40 |       |
| 8                 | Michelle Hastick   | CAN Canadá            | 13.25 |       |
| 9                 | Natasha Gibson     | TRI Trinidad e Tobago | 13.13 |       |
| 10 !              | Luciana dos Santos | BRA Brasil            | DNS   |       |